# 百瀬しのぶ
百瀬 しのぶ（ももせ しのぶ、1967年 - ）は日本の小説家、フリーライター。本名は非公表。
東京都出身。日本大学芸術学部文芸学科卒業。主に映画やドラマのノベライズ作品を中心に活動している。

## 著作

### 映画ノベライズ
- 世界の涯てに（原案：リー・チーガイ、青山出版社、1997年）
- 初恋（原案：ウォン・カーウァイ、エリック・コット、角川書店、1998年）
- メイド・イン・ホンコン（原案：フルーツ・チャン、青山出版社、1999年）
- グリーン・デスティニー（原案：王度蘆、アーティストハウス、2000年）
- 花様年華（原案：ウォン・カーウァイ、扶桑社、2001年）
- ローマの休日（原案：イアン・マクレラン・ハンター、ジョン・ダイトン、ソニーマガジンズ、2001年）
- ノー・マンズ・ランド（原案：ダニス・タノヴィッチ、アーティストハウス、2002年）
- 歓楽通り（原案：パトリス・ルコント、ソニーマガジンズ、2003年）
- トーク・トゥ・ハー（原案：ペドロ・アルモドバル、ソニーマガジンズ、2003年）
- エデンより彼方に（原案：トッド・ヘインズ、アーティストハウスパブリッシャーズ、2003年）
- スキャンダル（脚本：イ・ジェヨン、キム・デウ、キム・ヒョンジョン、エムオンエンターテイメント、2004年）
- 2046（原案：ウォン・カーウァイ、マガジンハウス、2004年）
- ビューティフル・デイズ（脚本：ジュジュル・プラナント、プリマ・ラスディ、ソニーマガジンズ、2005年）
- スカーレットレター（脚本：ピョン・ヒョク、ソニーマガジンズ、2005年）
- LIMIT OF LOVE 海猿（原作：佐藤秀峰、原案：福田靖・小森陽一、小学館、2006年）
- 僕の、世界の中心は、君だ。（脚本：ファン・ソング、小学館、2006年）
- ウィンター・ソング（監督：ピーター・チャン、脚本：オウブレイ・ラム、レイモンド・トー、角川書店、2006年）
- サッド・ムービー（原案：クォン・ジョングァン、共著：橘もも・三浦天紗子・田浦智美、講談社、2006年）
- 奈緒子（原作：坂田信弘、小学館、2008年）
- おくりびと（監督：滝田洋二郎、脚本：小山薫堂、小学館、2008年）
- 小説 イキガミ（原作：間瀬元朗、小学館、2008年）
- K-20 怪人二十面相・伝（脚本：佐藤嗣麻子、小学館、2008年）
- BALLAD 名もなき恋のうた（脚本：山崎貴、小学館、2009年）
- ちゃんと伝える（原案：園子温、小学館、2009年）
- スノープリンス 禁じられた恋のメロディ（原作：小山薫堂、角川書店、2009年）
- ウルルの森の物語（脚本：吉田智子・森山あけみ、小学館、2009年）
- 僕の初恋をキミに捧ぐ（原作：青木琴美、監督：新城毅彦、脚本：坂東賢治、小学館、2009年）
- 小説てぃだかんかん（脚本：鈴木聡・林民夫、小学館、2010年）
- Flowers（脚本：藤本周・三浦有為子、小学館、2010年）
- ザ・ラストメッセージ 海猿（原作：佐藤秀峰、原案：小森陽一、脚本：福田靖、小学館、2010年）
- チェブラーシカ（脚本：金月龍之介、島田満、中村誠、ミハイル・アルダーシン、小学館、2010年）
- 僕と妻の1778の物語（脚本：半澤律子、角川書店、2010年）
- はやぶさ/HAYABUSA（脚本：白崎博史・井上潔、角川書店、2011年）
- friends もののけ島のナキ（原案：浜田廣介、脚本：山崎貴、小学館、2011年）
- おかえり、はやぶさ～希望をのせた宇宙の翼～（脚本：金子ありさ、小学館、2012年）
- ももへの手紙（原案：沖浦啓之、角川書店、2012年）
- 映画ひみつのアッコちゃん（脚本：山口雅俊・大森美香・福間正治、小学館、2012年）
- 綱引いちゃった!（脚本：羽原大介、小学館、2012年）
- ペンギン夫婦の作りかた（監督：平林克理、ポプラ社、2012年）
- 劇場版 ATARU THE FIRST LOVE & THE LAST KILL（脚本：櫻井武晴、角川書店、2013年）
- 小説 銀の匙 Silver Spoon（原作：荒川弘、小学館、2014年）
- 悪夢ちゃん The 夢ovie（原作：大森寿美男、KADOKAWA、2014年）
- 女子ーズ（脚本：福田雄一、宝島社、2014年）
- くちびるに歌を（原作：中田永一、監督：三木孝浩、脚本：持地佑季子・登米裕一、小学館、2015年）
- 海街diary（原作：吉田秋生、監督・脚本：是枝裕和、小学館、2015年）
- シンドバッド 空とぶ姫と秘密の島（監督：宮下新平、シリーズ構成：川崎ヒロユキ、脚本：早船歌江子、小学館、2015年）
- 女が眠る時（原作：ハビエル・マリアス、訳：砂田麻美・木藤幸江・杉原麻美、パルコ、2016年）
- 高台家の人々（原作：森本梢子、脚本：金子ありさ、集英社、2016年）
- シンドバッド 真昼の夜とふしぎの門（監督：宮下新平、シリーズ構成・脚本：川崎ヒロユキ、小学館、2016年）
- 彼らが本気で編むときは、（原作：荻上直子、パルコ、2017年）
- 昼顔（脚本：井上由美子、扶桑社、2017年）
- プリンシパル ～恋する私はヒロインですか?～（原作：いくえみ綾、脚本：持地佑季子、集英社、2018年）
- そらのレストラン（脚本：深川栄洋・土城温美、パルコ、2018年）
- アニメ映画 ジョゼと虎と魚たち（原作：田辺聖子、KADOKAWA、2020年）
- 科捜研の女 -劇場版-（脚本：櫻井武晴、宝島社、2021年）
- 99.9-刑事専門弁護士-THE MOVIE（脚本：三浦駿斗、扶桑社、2022年）
- 劇場版 TOKYO MER〜走る緊急救命室〜（脚本：黒岩勉、宝島社、2023年）

### ドラマノベライズ
- トリック the novel（監修：堤幸彦・蒔田光治・林誠人、角川書店、2000年）
- ロケット・ボーイ（脚本：宮藤官九郎、角川書店、2001年）
- ほんまもん 上・中・下（原作：西荻弓絵、角川書店、2001年-2002年）
- 美女か野獣（脚本：吉田智子・武井彩、フジテレビ出版、2003年）
- 悲しき恋歌 上・下（脚本：イ・ソンウン、産経新聞ニュースサービス、2005年）
- ウェディング 上・下（脚本：オ・スヨン、ソニーマガジンズ、2006年）
- わたしたちの教科書 上・下（脚本：坂元裕二、扶桑社、2007年）
- ラスト・フレンズ（脚本：浅野妙子、扶桑社、2008年）
- フルスイング（脚本：森下直・関えり香・さわだみきお、大和書房、2008年）
- イノセント・ラヴ（脚本：浅野妙子、扶桑社、2008年）
- トライアングル ドラマ版（原作：新津きよみ、脚本：水橋文美江、角川グループパブリッシング、2009年）
- 刑事定年（脚本：鎌田敏夫・金子成人・樫田正剛、ポプラ社、2010年）
- 名前をなくした女神（脚本：渡辺千穂、扶桑社、2011年）
- 蜜の味〜A Taste Of Honey〜（脚本：大石静、扶桑社、2011年）
- ラッキーセブン（シリーズ構成：佐藤信介、扶桑社、2012年）
- ATARU I・II・III（脚本：櫻井武晴、角川書店、2012年）
- リーガル・ハイ（脚本：古沢良太、扶桑社、2012年）
- 息もできない夏（脚本：渡辺千穂・水野宗徳・千葉美鈴、扶桑社、2012年）
- 赤と黒（脚本：イ・ドヨン、キム・ジェウン、キム・ソンヒ、小学館、2012年）
- ATARU SP ニューヨークからの挑戦状!!（脚本：櫻井武晴、角川書店、2012年）
- PRICELSS 上 人生転落編・下 奇跡の大逆転編（脚本：古家和尚・櫻井剛、扶桑社、2012年）
- 最高の離婚 上・下（脚本：坂元裕二、扶桑社、2013年）
- リーガル・ハイ SP（脚本：古沢良太、扶桑社、2013年）
- Oh,My Dad!!（脚本：安達奈緒子、扶桑社、2013年）
- 安堂ロイド〜A.I. knows LOVE?〜 I・II・III（脚本：西荻弓絵、角川書店、2013年）
- リーガル・ハイ 2ndシーズン（脚本：古沢良太、扶桑社、2013年）
- 悪夢ちゃん 謎編（原作：大森寿美男、KADOKAWA、2013年）
- 悪夢ちゃん 解決編（原作：大森寿美男、KADOKAWA、2013年）
- 悪夢ちゃん 夢のつづき編（監修：大森寿美男、原作：佐藤友治、KADOKAWA、2014年）
- アリスの棘 前編・後編（脚本：髙橋麻紀・池田奈津子、宝島社、2014年）
- 昼顔〜平日午後3時の恋人たち〜 Another End（脚本：井上由美子、扶桑社、2014年／文庫 2017年）
- Doctor-X 外科医・大門未知子 I・II・III前編・III後編（脚本：中園ミホ、宝島社、2014年）
- ○○妻（脚本：遊川和彦、徳間書店、2015年）
- かぶき者 慶次 一・二（原案：火坂雅志、原作：小松江里子、宝島社、2015年）
- リスクの神様 上・下（脚本：橋本裕志、小学館、2015年）
- 99.9-刑事専門弁護士- 上・下（脚本：宇田学、扶桑社、2016年）
- ふなっしー探偵（脚本：政池洋佑、扶桑社、2016年）
- 好きな人がいること 上・下（脚本：桑村さや香、扶桑社、2016年）
- 死幣-DEATH CASH-（脚本：吉田海輝・美濃部達宏・吉田真侑子、扶桑社、2016年）
- Doctor-X 外科医・大門未知子 スペシャル・IV前編・IV後編（脚本：中園ミホ、宝島社、2016年-2017年）
- LEADERS～国産自動車に賭けた熱い男たちの物語～（脚本：橋本裕志・八津弘幸、扶桑社、2017年）
- 4号警備 前編・後編（原作：宇田学、宝島社、2017年）
- ちいさな巨人 上・下（脚本：丑尾健太郎、脚本協力：八津弘幸、扶桑社、2017年）
- 胸キュンスカッと ノベライズ ～ありのままの君が好き～（原作：痛快TV スカッとジャパン、集英社、2017年）
- 重要参考人探偵（原作：絹田村子、小学館、2017年）
- 明日の約束 上・下（脚本：古家和尚、KADOKAWA、2017年）
- 胸キュンスカッと ノベライズ ～誰よりも一番、君が好き～（原作：痛快TV スカッとジャパン、集英社、2018年）
- やけに弁の立つ弁護士が学校でほえる（原作：浜田秀哉、宝島社、2018年）
- 99.9-刑事専門弁護士- SEASON II 上・下（脚本：宇田学、扶桑社、2018年）
- 胸キュンスカッと ノベライズ ～今この瞬間、君が好き～（原作：痛快TV スカッとジャパン、集英社、2018年）
- スキャンダル専門弁護士 QUEEN 上・下（脚本：倉光泰子・三浦駿斗、扶桑社、2019年）
- 胸キュンスカッと ノベライズ ～泣きたいくらい君が好き～（原作：痛快TV スカッとジャパン、集英社、2019年）
- スカッとジャパン ノベライズ 傑作選 ～涙の数だけハッピーエンド～（原作：痛快TV スカッとジャパン、集英社、2019年）
- いつもあなたがそばにいる ～涙があふれる家族の感動実話～（原作：痛快TV スカッとジャパン、扶桑社、2019年）
- グランメゾン東京 上・下（原作：黒岩勉、KADOKAWA、2019年）
- アライブ がん専門医のカルテ 上・下（脚本：倉光泰子・神田優、扶桑社、2020年）
- 胸キュンスカッと ノベライズ ～昨日よりも今日の君が好き～（原作：痛快TV スカッとジャパン、集英社、2020年）
- スカッとジャパン ノベライズ ～イケメン神対応～（原作：痛快TV スカッとジャパン、集英社、2020年）
- アンサング・シンデレラ 病院薬剤師の処方箋 上・下（原作：荒井ママレ、脚本：黒岩勉、扶桑社、2020年）
- この恋あたためますか（脚本：神森万里江・青塚美穂、扶桑社、2021年）
- オー!マイ・ボス!恋は別冊で（脚本：田辺茂範、扶桑社、2021年）
- リコカツ（脚本：泉澤陽子、扶桑社、2021年）
- 推しの王子様 上・下（脚本：阿相クミコ・伊達さん（大人のカフェ）、扶桑社、2021年）
- Doctor-X 外科医・大門未知子V（脚本：林誠人・寺田敏雄・香坂隆史、宝島社、2021年）
- 99.9-刑事専門弁護士- 完全新作SP 新たな出会い篇（脚本：三浦駿斗、扶桑社、2022年）
- ユニコーンに乗って 上・下（脚本：大北はるか、扶桑社、2022年）
- 最愛（著：奥寺佐渡子・清水友佳子、東洋館出版社、2022年） - 構成
- 僕の大好きな妻!（原作：ナナトエリ・亀山聡、脚本：池谷雅生・畑中みゆき、扶桑社、2022年）
- TOKYO MER〜走る緊急救命室〜 I・II（脚本：黒岩勉、宝島社、2023年）

### テレビアニメノベライズ
- 名探偵コナン 江戸川コナン失踪事件 〜史上最悪の2日間〜（原作：青山剛昌、脚本：内田けんじ、小学館、2014年）
- けものフレンズ おうちを探そう!（原作・原案：けものフレンズプロジェクト、KADOKAWA、2019年）
- けものフレンズ 大切な想い（原作・原案：けものフレンズプロジェクト、KADOKAWA、2019年）

### 漫画ノベライズ
- はぴまり〜Happy Marriage!?〜（原作：円城寺マキ、小学館、2016年）
- プリンシパル まんがノベライズ特別編～弦の気持ち、ときどきすみれ～（原作：いくえみ綾、集英社、2018年）
- 宇宙を駆けるよだか まんがノベライズ ～クラスでいちばんかわいいあの子と入れかわれたら～（原作：川端志季、集英社、2018年）
- DOG SIGNAL ひよっこドッグトレーナーはじめます!（原作：みやうち沙矢、KADOKAWA、2023年）

### 小説
- きなこ～夢をおいかける犬～（小学館、2009年）
  - きな子 〜見習い警察犬の物語〜（小学館文庫、2010年）
- 泣けちゃう怪談（小学館、2011年）
- 泣けちゃう怪談2 背すじが涼しくなる真夏の夜ばなし（小学館、2013年）
- 泣けちゃう怪談3 やさしい幽霊たちのおはなし（小学館、2013年）
- この学校に、何かいる（角川書店、2013年）
- 世界を動かすことば 世界でいちばん貧しい大統領のスピーチ（KADOKAWA、2015年）
- レシピにたくした料理人の夢 難病で火を使えない少年（汐文社、2016年／KADOKAWA、2018年）
- 小説 ラヴァーズダイアリー（パルコ、2017年）
- 恋する5ページ名作 嘘からはじまるロミジュリ片想い（KADOKAWA、2018年）
- 世界はとつぜん変わってしまう? もし、「あたりまえ」の毎日が、ある日とつぜんうしなわれたら?をかんがえる本。（KADOKAWA、2022年）
- 日本植物学の父 牧野富太郎 「好き」を追い続けたぼくの話（原著：清水洋美、KADOKAWA、2023年）

### 訳書
- "It"（それ）と呼ばれた子 ジュニア版 1〜3（著：デイヴ・ペルザー、ソニーマガジンズ、2005年）